# Episodi di Nip/Tuck (terza stagione)
La terza stagione di Nip/Tuck negli Stati Uniti è stata trasmessa dal 20 settembre al 20 dicembre 2005 su FX Networks.
In Italia è andata in onda dal 10 gennaio all'11 aprile 2006 su Italia 1.
L'antagonista principale della stagione è il Macellaio.
| nº | Titolo                | Prima TV USA      | Prima TV Italia  |
| -- | --------------------- | ----------------- | ---------------- |
| 1  | Momma Boone           | 20 settembre 2005 | 10 gennaio 2006  |
| 2  | Kiki                  | 27 settembre 2005 | 13 gennaio 2006  |
| 3  | Derek, Alex, and Gary | 4 ottobre 2005    | 20 gennaio 2006  |
| 4  | Rhea Reynolds         | 11 ottobre 2005   | 25 gennaio 2006  |
| 5  | Granville Trapp       | 18 ottobre 2005   | 31 gennaio 2006  |
| 6  | Frankenlaura          | 25 ottobre 2005   | 7 febbraio 2006  |
| 7  | Ben White             | 1º novembre 2005  | 14 febbraio 2006 |
| 8  | Tommy Bolton          | 8 novembre 2005   | 21 febbraio 2006 |
| 9  | Hannah Tedesco        | 15 novembre 2005  | 1º marzo 2006    |
| 10 | Madison Berg          | 22 novembre 2005  | 7 marzo 2006     |
| 11 | Abby Mays             | 29 novembre 2005  | 14 marzo 2006    |
| 12 | Sal Perri             | 6 dicembre 2005   | 21 marzo 2006    |
| 13 | Joy Kringle           | 13 dicembre 2005  | 28 marzo 2006    |
| 14 | Cherry Peck           | 20 dicembre 2005  | 4 aprile 2006    |
| 15 | Quentin Costa         | 20 dicembre 2005  | 11 aprile 2006   |